# Salima Belhaj
Salima Belhaj (Harderwijk, 18 oktober 1978) is een Nederlands bestuurster en voormalig D66-politica. Van 26 januari 2016 tot 6 december 2023 was zij Tweede Kamerlid.

## Biografie
Belhaj studeerde Human Resource Management aan de Hogeschool Rotterdam en Internationale Betrekkingen in historisch perspectief aan de Universiteit Utrecht. Ze vervulde diverse personeelsbeleids-functies bij culturele organisaties in Rotterdam. Zij is sinds 2001 actief voor D66, waaronder als politiek secretaris van de Jonge Democraten, bestuurslid Rotterdam en als lid van het campagneteam lijsttrekkersverkiezingen Lousewies van der Laan.
Bij de Tweede Kamerverkiezingen van 2006 en 2012 stond zij op de lijst voor D66. Van 2002 tot 2005 was zij werkzaam bij het Scapino Ballet Rotterdam en van 2005 tot 2007 bij Museum Boijmans Van Beuningen. Van september 2007 tot juli 2008 was zij zakelijk leider van De Appel Arts Centre in Amsterdam. Na juli 2008 keerde zij terug naar Scapino Ballet Rotterdam om haar werkzaamheden te combineren met het fractievoorzitterschap van D66 Rotterdam.  
Belhaj begon op 24 januari 2008 als eenvrouwsfractie van D66 in de gemeenteraad van Rotterdam. Als politiek leider van D66 Rotterdam zorgde Belhaj mede voor de groei van D66 in Rotterdam. Bij de verkiezingen in 2010 groeide de partij van één naar vier zetels en trad D66 toe tot het college in een coalitie met de PvdA, de VVD en het CDA. In 2014 kwamen hier nog eens twee zetels bij en werd D66 onderdeel van een coalitie met Leefbaar Rotterdam en CDA. Tussen 2008 en 2014 was zij woordvoerder Economie Haven, Verkeer en vervoer, Veiligheid en Organisatie.
Op 26 januari 2016 werd Belhaj geïnstalleerd als lid van de Tweede Kamer. Zij volgde het op 20 januari vertrokken lid Wassila Hachchi op. Bij de Tweede Kamerverkiezingen van 2017 en 2021 werd zij herkozen. Voor de Tweede Kamerverkiezingen van 22 november 2023 stond Belhaj op plaats 13 van de kandidatenlijst van D66, wat niet voldoende was om gekozen te worden.
Belhaj was in de Tweede Kamer onder andere woordvoerder voor D66 op het gebied van racisme & discriminatie, integratie, defensie en wapenexport. Verder was zij onder meer vice-fractievoorzitter, lid van het presidium van de Tweede Kamer, voorzitter van de parlementaire enquête Fraudebeleid en Dienstverlening, delegatieleider Nederland bij de Parlementaire Assemblee van de NAVO, lid van de commissie evaluatie Wet op de parlementaire enquête en lid van de Kunstcommissie van de Tweede Kamer.
Met ingang van 1 april 2024 werd Belhaj benoemd tot raadslid van de Raad voor het Openbaar Bestuur (ROB). Zij is lid van de raad van toezicht van Debatpodium Arminius.

## Het publieke debat
Belhaj is sinds de opkomst van Pim Fortuyn in 2001 jarenlang actief in het publieke maatschappelijke debat met betrekking tot integratie en islam. Zij publiceerde hierover ook diverse artikelen. In 2008 werd Belhaj uitgeroepen tot Politiek Talent van Rotterdam en in 2010 was zij winnaar van de Forum Nationale Integratie essay-wedstrijd met haar artikel 'Diversiteit: motor voor innovatie'. In 2016 ontving zij ook de Rotterdamse onderscheiding de Erasmusspeld. In 2021 liet Belhaj weten dat zij graag van haar Marokkaanse paspoort af zou willen.
- Parlement.com: vhe8aqfbq6x8